# Marie-Jo Lafontaine
Pour les articles homonymes, voir Lafontaine.
 (février 2018).
Si vous disposez d'ouvrages ou d'articles de référence ou si vous connaissez des sites web de qualité traitant du thème abordé ici, merci de compléter l'article en donnant les références utiles à sa vérifiabilité et en les liant à la section « Notes et références ».
 (juillet 2024).
La mise en forme du texte ne suit pas les recommandations de Wikipédia : il faut le « wikifier ».
Les points d'amélioration suivants sont les cas les plus fréquents. Le détail des points à revoir est peut-être précisé sur la page de discussion.
- Les titres sont pré-formatés par le logiciel. Ils ne sont ni en capitales, ni en gras.
- Le texte ne doit pas être écrit en capitales (les noms de famille non plus), ni en gras, ni en italique, ni en « petit »…
- Le gras n'est utilisé que pour surligner le titre de l'article dans l'introduction, une seule fois.
- L'italique est rarement utilisé : mots en langue étrangère, titres d'œuvres, noms de bateaux, etc.
- Les citations ne sont pas en italique mais en corps de texte normal. Elles sont entourées par des guillemets français : « et ».
- Les listes à puces sont à éviter, des paragraphes rédigés étant largement préférés. Les tableaux sont à réserver à la présentation de données structurées (résultats, etc.).
- Les appels de note de bas de page (petits chiffres en exposant, introduits par l'outil «  Source ») sont à placer entre la fin de phrase et le point final[comme ça].
- Les liens internes (vers d'autres articles de Wikipédia) sont à choisir avec parcimonie. Créez des liens vers des articles approfondissant le sujet. Les termes génériques sans rapport avec le sujet sont à éviter, ainsi que les répétitions de liens vers un même terme.
- Les liens externes sont à placer uniquement dans une section « Liens externes », à la fin de l'article. Ces liens sont à choisir avec parcimonie suivant les règles définies. Si un lien sert de source à l'article, son insertion dans le texte est à faire par les notes de bas de page.
- La présentation des références doit suivre les conventions bibliographiques. Il est recommandé d'utiliser les modèles {{Ouvrage}}, {{Chapitre}}, {{Article}}, {{Lien web}} et/ou {{Bibliographie}}. Le mode d'édition visuel peut mettre en forme automatiquement les références.
- Insérer une infobox (cadre d'informations à droite) n'est pas obligatoire pour parachever la mise en page.

Pour une aide détaillée, merci de consulter Aide:Wikification.
Si vous pensez que ces points ont été résolus, vous pouvez retirer ce bandeau et améliorer la mise en forme d'un autre article.
Marie-Jo Lafontaine est une artiste contemporaine belge, née en 1950 à Anvers. Elle vit aujourd'hui à Bruxelles. Elle est connue pour ses installations multimédia, sculptures vidéo, installations photographiques et monochromes, créations sonores, environnements urbains. Son œuvre est d’une grande intensité plastique, esthétique et dramaturgique.

## Biographie

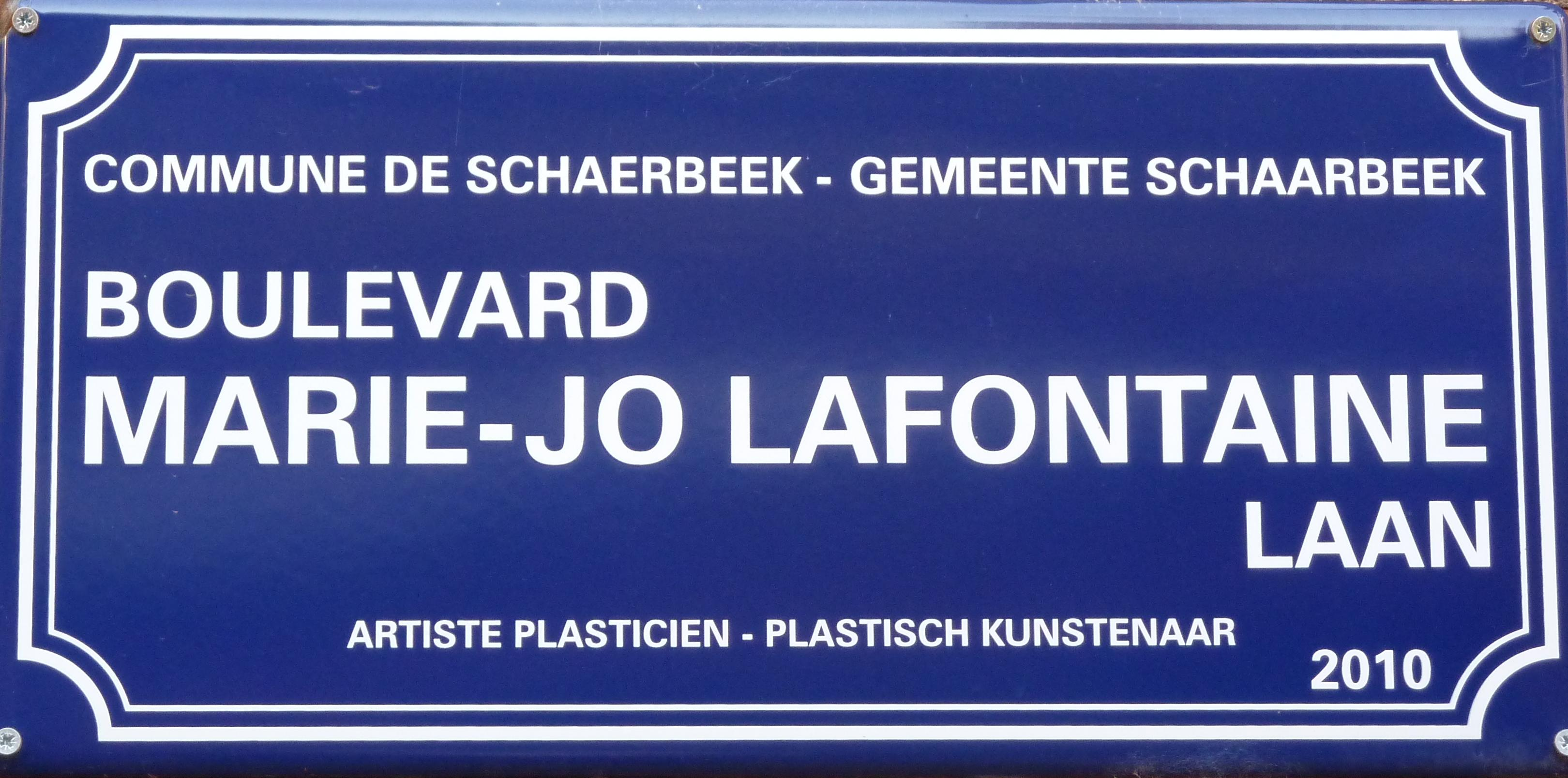
Plaque boulevard Marie-Jo Lafontaine sur le Mur des Célébrités

Née en Belgique en 1950, Marie-Jo Lafontaine commence des études de droit puis s'oriente vers un cursus artistique. En 1977, elle obtient le prestigieux Prix de la Jeune Peinture Belgepour ses œuvres textiles (monochromes de laine noire). En 1979, elle est diplômée à La Cambre, l'École Nationale Supérieure d’Architecture et des Arts Visuels de Bruxelles. Elle y suit notamment les cours de l'artiste polonaise Tapta, qui a exercé une influence sur son œuvre. 
Sa carrière marque un tournant en 1987 avec l'installation très controversée Les larmes d'acier, présentée à la documenta 8 à Cassel. Cette œuvre est une sculpture constituée de sept colonnes contenant un ensemble de 27 moniteurs diffusant des images d'haltérophiles entre souffrance et jouissance, qui commence sur une musique d'opéra. L’œuvre a été montrée  au LACMA Museum de Los Angeles, Museum für Gegenwartkunst à  Bâle, City Museum à Nagoya, Fruitmarket Gallery à Edimbourg, au Musée du Jeu de Paume à Paris et fait maintenant partie de la collection du Essl Museum à Vienne.  

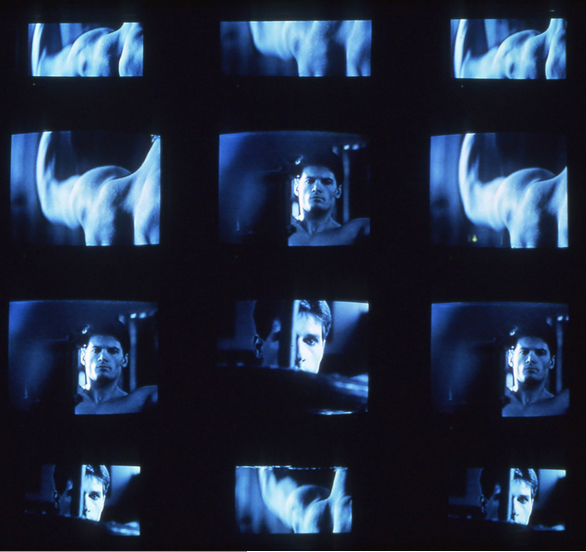
Les Larmes d'Acier 1987-Vue partielle de l'exposition

En créant sa série de portraits d'adolescents Babylon Babies et en éditant un livre à cette occasion, Marie-Jo Lafontaine lance en l'an 2000 un important manifeste sur les libertés des jeunes dans notre société ; cette œuvre a été vue dans plus de trente musées dans le monde.

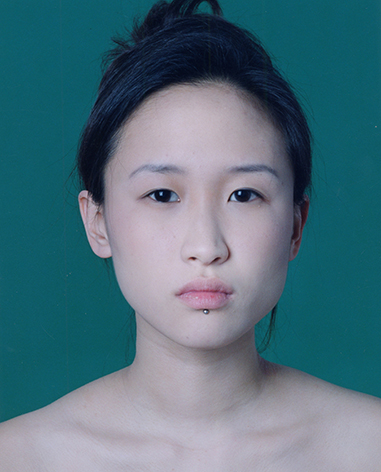
Babylon Babies 2001 vue d'artiste.

En 2006, elle est choisie pour l'ouverture de la Coupe du monde de football (FIFA) à Francfort-sur-le-Main et fait projeter son film sur les 10.000 m2 d'écrans tendus sur les façades de bureaux de la Sky Arena de Francfort, devant plusieurs millions de téléspectateurs et plusieurs centaines de milliers de spectateurs sur place.

En France, elle a bénéficié d'une rétrospective vidéo importante à la Galerie du Jeu de Paume à Paris en 1999, puis d'une rétrospective dans deux musées de la ville d'Angers, le Musée des Beaux-Arts, Dreams Are Free!, et le Musée Jean-Lurçat  et de la tapisserie contemporaine, Come To Me!  en 2007/2008.
En 2008 la rétrospective se déplace à Bruxelles pour les 25 ans du Botanique ; elle investit le musée où elle montre l’installation vidéo Dark Pool et dans les galeries qui surplombent les bassins  d’eau noire où se reflètent  les nageuses en apnée, la nouvelle série photographique Les Baigneuses, puis dans l’espace des serres, la série de portraits Les Fables de Lafontaine,  et de plus elle occupe le magnifique bâtiment de l’Église du Gesù, situé en face du Botanique où elle scénographie plusieurs installations vidéo, photographiques et deux grandes sculptures, Les Gardiens du Jeu. 
En octobre 2008, une exposition a lieu dans la Cathédrale de Bruxelles des Saints Michel et Gudule, organisée par le frère Alain pour l’anniversaire du Cardinal Godfried Danneels.
Elle installe la sculpture vidéo Ivre d’éternité, j’oublie les futilités de ce monde en aluminium de forme conique  de 500 cm de long qui est suspendue par des filins accrochés sur une structure aux pilastres. Le public voit défiler un ciel  avec des images filmées de nuages dans une variation de lumière qui amplifie le mystère de cette vision vers le lointain dans une tension entre le calme et le tumulte, entre la beauté et la fureur.
En 2009, les Musées Royaux d’art et d’histoire de Bruxelles l’invitent à réaliser une nouvelle œuvre vidéo pour l’inauguration de la porte de Hal rénovée. Elle crée Dance The World  où se succèdent quatre danses, et à travers elles cinq femmes, éprises de sensualité, de beauté, de passion, où la violence et le désir sont figurés dans le mouvement et le rythme du tango, du flamenco, de la danse orientale puis dans ceux tournoyants d’une derviche. Le film est projeté sur 7 grands monolithes comme des monochromes disposés dans l’espace de façon que le visiteur se trouve situé comme au centre d’une piste de danse ou les danseuses évoluent autour de lui.

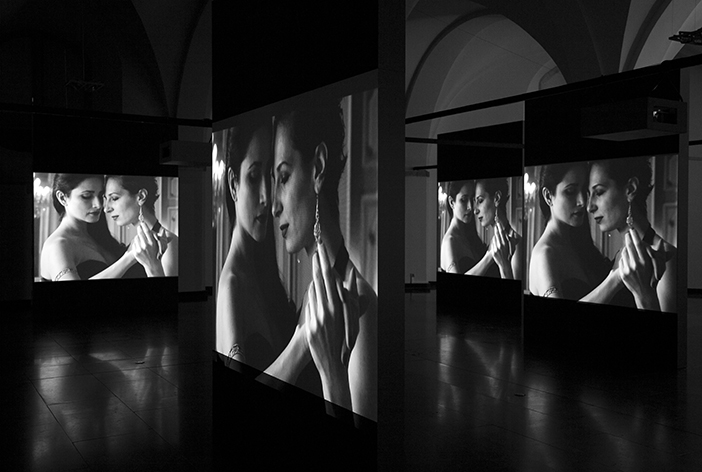
Dance The World 2009-Vue partielle de l'installation

En 2013, invitée par la Galerie Guy Pieters à Knokke-Zoute , elle crée trois séries photographiques : Troubled Waters, Murmures et Blacks Mirrors et deux monochromes de grande dimension, l’un composé de neuf couleurs de gris et l’autre de neuf couleurs de rouge, rendant l’intensité de l’indécible pour l’un et de la vitalité de l’amour ou de la violence. La série Troubled Waters, composée de photographies et de monochromes peints montre des corps féminins nus dont l’attitude et le regard expriment un éventail d’attitudes et de sentiments. Murmures sont des portraits photographiques et monochromes influencés par les Primitifs Flamands. Black Mirrors sont des photographies de fleurs qui se transforment en créatures fantaisistes, troublantes, en visages monstrueux (un peu comme dans les tableaux d’Arcimboldo où fleurs et légumes se combinent pour révéler des physionomies étranges ou inquiétantes).
En septembre 2014, Lempertz Kunsthaus choisit Marie-Jo Lafontaine pour l’ouverture de son espace à Bruxelles qui présente l’installation vidéo monumentale Victoria et la série photographique Liquid Crystal, dans la perspective de développer  une programmation alternant ventes publiques et art contemporain.
En 2015, elle décide de prendre une autre liberté pour une exposition à Liège qu’elle intitule Be-Side-Me  en utilisant de l’aquarelle et se met à dessiner avec cette matière légère et fluide, des tâches, des lignes, des réseaux avec en pensée la vision de la foule des migrants et cela se traduit par  des surfaces rayées, des trames de formes et de couleurs qui se superposent. Elle réalise ainsi un très grand nombre de surfaces de petite dimension  qu’elle empile jusqu’au moment où elle décide de les sélectionner et ainsi créer des images doubles en apposant l’une à l’autre comme un rapport duel ou complémentaire.
Sara Alonso Gómez met en place avec Bruno Devos, une exposition sélectionnant 40 artistes belges sous le titre de The importance of Being pour être exposés à Cuba, Buenos Aires, Sao Paulo, Rio. Marie-Jo Lafontaine y montre l’installation Dark Pool.
En septembre 2016, elle inaugure une exposition d’envergure du titre de Le Monde Clignote !  à Luxembourg chez Arendt & Medernach qui lui fait la commande d’une œuvre à placer sur un mur de 25 mètres, prévu a cet effet dans la salle du conseil de ce grand cabinet d’avocats. Elle décide alors de réaliser cinq portraits féminins aux épaules nues accompagnés de monochromes photographiques. Ces cinq regards planent interrogatifs sur l’assistance dont les regards ne vous quittent pas des yeux et le titre qui est donné à cette série est Les Gardiennes du regard. 
Le 9 mars 2017, le Musée Départemental de Flandres à Cassel, France titre son exposition À poil et à plumes et choisit six œuvres de la série I love the world, portraits photographiques dont l’objet est l’animalité dans l’humanité. Les modèles portent des masques inspirés des Fables de La Fontaine sur des arrière-plans de villes de pouvoir, Francfort-sur-le-Main, Hong Kong, Paris… 
2017 marque aussi l'ouverture de l’exposition Ecce Homo à Anvers. 63 artistes programmés par le curateur Eric Rinckhout  et la Galerie Geukens & De Vil sont exposés dans différents espaces du quartier Leopoldplaats à Anvers. Marie-Jo Lafontaine montre une partie de sa célèbre série Babylon Babies chez Ackermans & Van Haaren et au Maagdensuismuseum, elle accroche côte à côte deux photographies représentant des gisants, l’une d’une enfant et l’autre d’un jeune adulte, cela en face d’une descente de croix de Van Jacob Jordaens, De Nood Gods. La présence de ces deux œuvres provoque le silence dans une sorte d’arrêt sur image qui fige sur place les visiteurs.

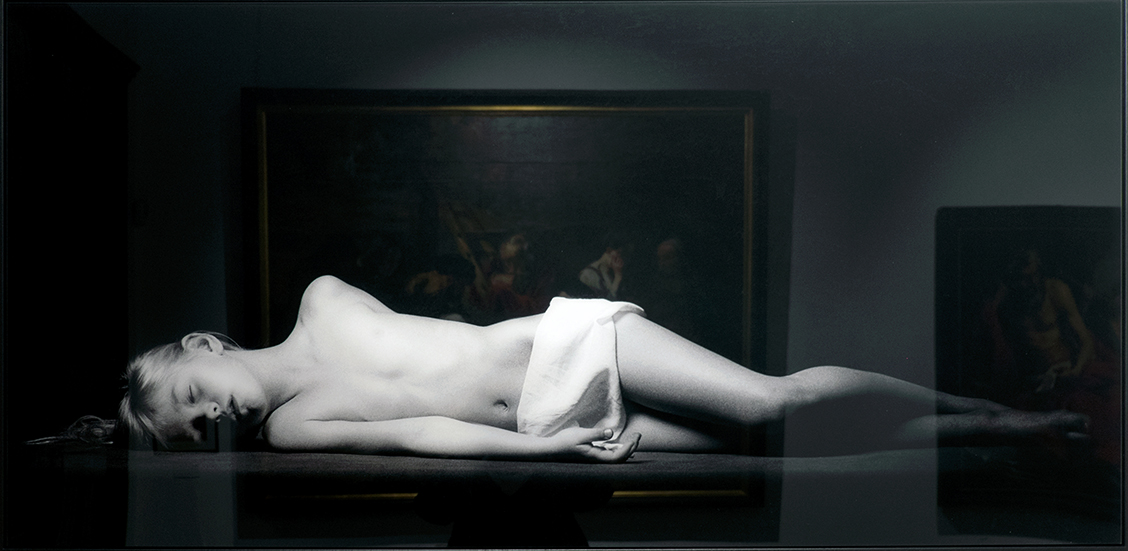
Ecce Homo - E.H. 2017

Le 26 avril 2017, c’est la première du film Brussels Swings présenté dans la salle 4 du Flagey. Marie-Jo Lafontaine, a été invitée par le directeur du Flagey à porter son regard et sa caméra sur des groupes de musique dans une culture de la diversité confrontés à des images très urbaines de la ville de Bruxelles. Le film d’une durée d’une heure nous plonge dans une Bruxelles de jour comme de nuit et des atmosphères sonores très contrastées.

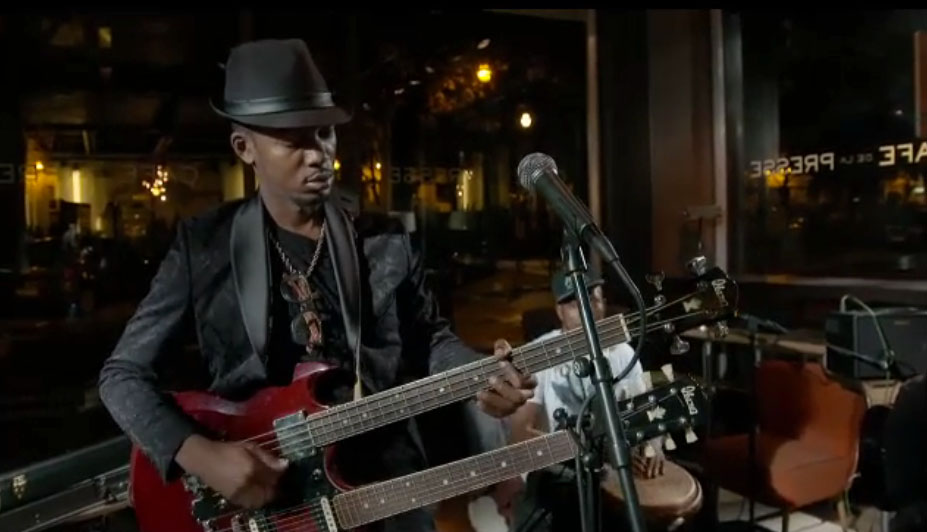
Brussels Swings 2017-Extrait du Film

## Distinctions
- 1977 : Prix de le Jeune Peinture Belge. Bruxelles
- 1978 : Prix Europe de la Peinture- médaille de bronze. Ostende
- 1979 : Bronze au Prix Européen de la Peinture d'Ostende
- 1992 : Media Award de l'Union Européenne
- 1985 : Bourse d'études M.I.T. Boston. USA
- 1986 ; Bourse Fiacre. Ministère de la culture. Paris
- 1986/87 : Artiste invitée au Festival d'Avignon
- 1987 : Invitée à la documenta 8 à Cassel, Allemagne. Œuvre Les larmes d'acier
- 1990 : Professeur à la Sommer Akademie. Salzburg
- 1992 : Professeur pour Plastik und Multimedia HFG. Karlsruhe
- 1992 : Award Europäische Medien und Kommunikations preis. Allemagne
- 1995 : Prix Wilhelm Loth Kunstpreis der Stadt. Darmstadt
- 1998 : European Photography Award "Photo 98" en Grande-Bretagne
- 1998 : Désignée Ambassadeur Culturel pour la Flandre
- 1998 : Professeur au Hochschule für Kunst und Medien, ZKM, Karlsruhe, Allemagne
- 1998 : Professeur invité, Bundesakademie für Kulturelle Bildung im Wolfenbüttel. Germany
- 2000 : Competition Winner "kunst amBau" Justizzentrum. Bonn
- 2001 : Timbre pour la poste belge The Roses
- 2001 : Competition Winner "Art for the Pier F" Stockholm Airport. Suède
- 2002 : BMW Glass Pavillon. Munich
- 2003 : Competition Winner " Kunst am bau" at the Museum Felix Nussbaum built by Daniel Libeskind
- 2004 : Gastprofessor at U.D.K. in Berlin. Workshop post-graduate students
- 2005 : Artiste Invitée : Cordoba-Portugal  Junta de Andalucia, Conseleria de Cultura - Un Espacio para el nuevo art
- 2006 : Competition Winner-Sky Arena Project- I love the world!, Opening at the world football cup à Francfort
- 2007 : Competition winner, City Project- Klein Seminarie Roeselaere, Belgique
- 2008 : Prix "Shangai Fashion and Culture Media Award"
- 2009 : Remise du prix Edward-Steichen à la Lauréate. Luxembourg
- 2012 : Icons of Art Basel-Rolls Royce artist talk entre Marie-Jo Lafontaine et Alexandre Castant, essayiste
- 2013 : Portrait protocolaire du couple Royal de Belgique[28]
- 2017 : Competition Winner- Zeno Hôpital Knokke-Zoute. Belgique

## Principales expositions
- 1980 : La Marie Salope à la 11e Biennale de Paris au Centre Georges Pompidou
- 1981 : Round around the Ring au Musée d’Art Moderne du Centre Georges Pompidou, Paris
- 1984 : The Luminous Image au Stedelijk Museum# d'Amsterdam
- 1985 : A las Cinco de la tarde à la Tate Gallery de Londres
- 1987 : Les Larmes d'Acier à la documenta 8 à Cassel, Allemagne
- 1988 : Les Larmes d’Acier au LACMA (Museum of Contemporary Art) de Los Angeles
- 1989 : Savoir, retenir et fixer ce qui est sublime à la Whitechapel Art Gallery de Londres

- 1999 : Ivre d’éternité j’oublie la futilité de ce monde au Musée du Jeu de Paume de Paris
- 2002 : BMW Project Lost Paradise à Munich, Allemagne
- 2006 : I Love The World, film projeté sur les dix immeubles les plus hauts de Francfort (Allemagne) lors de l'ouverture officielle de la Coupe du Monde de Football de la FIFA.
- 2007 : Dreams Are Free! Exposition rétrospective musée des Beaux-Arts  de la ville d'Angers, France.
- 2007 : Come To Me! Exposition rétrospective musée Jean Lurçat et de la tapisserie contemporaine à Angers, France
- 2008 : Come To Me! Rétrospective quasi-intégrale au musée du Botanique de Bruxelles, et à l'église Gésu (voisine du Botanique) annexée pour l'occasion[29].
- 2008 : Dance The World ! Musées Royaux d'art et d'histoire, Porte de Hal. Bruxelles
- 2009 : Babylon Babies & Les Baigneuses, Musée National d’Histoire et d’Art-Luxembourg
- 2009 : Dark Poll & Les Bains de St Josse, à la Galerie Samuelis. Bielefeld. Allemagne
- 2011 : Alice In Wonderland, à la Klinik Buchinger Wilhelmi, Überlingen. Allemagne
- 2012 : Les Larmes d'Acier spotlights video kunst à ESSL MUSEUM Der Gegenwart. Autriche[30]
- 2013 : Troubled Waters, à la galerie Guy Pieters à Knokke-Zoute, Belgique
- 2013 : Babylon Babies & La Jardin d'Enfants pour l'ouverture de la Maison des Artistes au Château de Chimay, Belgique
- 2014 : Victoria & Liquid Crystal, pour l'ouverture de la Maison Lempertz à Bruxelles[31]
- 2014 : Museum To Scale  1/7, Galerie Ronny Van de Velde[32]
- 2015 : Soudain le ciel devint bleu ! à la Galerie Guy Pieters à Saint-Paul de Vence, France
- 2016 : Be-Side-Me MMXV, à la Galerie Guy Pieters à Knokke-Zoute et à la Galerie Quai 4 à Liège, Belgique
- 2016-2017 : Le Monde Clignote ! chez Arendt & Medernach à Luxembourg
- 2017-2018 : Ecce Homo & Babyon Babies à l'exposition de groupe organisée par la Galerie Geukens & De Vil et Rick Rinckhoud, Antwerpen, Belgique.

## Œuvres

### Installations vidéos
- 1979 : La batteuse de Palplanches
- 1980 : La Marie-Salope
- 1981 : Round Around The Ring
- 1982 : Le Rêve d'Héphaïstos
- 1983 : His Master's Voice 1 and 2
- 1984 : Attaco ; A las cinco de la Tarde[33]
- 1985 : Le métronome de Babel
- 1986 : L'enterrement de Mozart ; 1986 : Les Larmes d'Acier
- 1988 : Victoria
- 1989/90 : Passio
- 1991 : We are all shadows
- 1992 : Jeder Engel is schreklich
- 1994 : La Mer
- 1995/96 : Ivre d'éternité, j'oublie les futilités de ce monde
- 1998 : The Swing
- 1999 : City Room ; Chill out [34]
- 2006 : I love the World
- 2007 : Under the waters / Dark Pool  ; Kontrol Station ; The World starts every minute
- 2008 : Dance the world!
- 2017 : Brussels Swings!

### Installations multimedias
- 1991 : La glyptothèque ; We are all shadows
- 1992 : We are all shadows 2
- 1993 : Cercle de Flammes
- 1994 : The hip-hop dance of the water and the winds
- 1996 : History is against forgiveness
- 1999 : City Room
- 2005 : We can be heroes, just for one day
- 2006 : Can you hear me?
- 2007 : The world starts every minute
- 2008 : Kontrol Station

### Séries monochromes et bichromes
- 1977 : Monochromes Textiles
- 1994 et 2007 : Noordzee ; Sunny side up
- 2016 : Be-Side-Me MMXV

### Portraits
- 2013 : Portraits officiels du roi Philippe et de la reine Mathilde (avec Marina Cox).

### Installations photographiques
- 1989 : Savoir retenir et fixer ce qui est sublime
- 1993 : Als das Kind noch Kind war
- 1993/2007 : Jardin d'enfants
- 1997 : Urban Spaces
- 1998 : Join The Circus ; Kinder der Ruhr
- 1999 : Liquid Cristals  ; Kinder bleibt wach!
- 2001 : Babylon Babies
- 2001/2007 : Bains de Saint-Josse
- 2002 : Experience Paradise
- 2003 : Banana Kisses
- 2006-2008 : Les Fables de la Fontaine
- 2008 : Alice in Wonderland
- 2009 : Les Baigneuses

### Sculpture
- 1986 : Les Gardiens du jeu ; Les Secrets d'alcôves

### Art des jardins
- Les larmes du ciel, dans le Jardin philosophique de la Maison d'Érasme, de l'architecte de jardin Benoît Fondu (2000).